# Bob Boilen

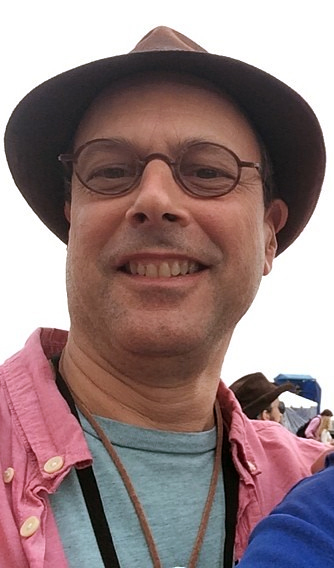
Bob Boilen (2014)

Bob Boilen (* 10. April 1953 in New York City) ist ein US-amerikanischer Radiomoderator, Musiker und Autor. In seiner drei Jahrzehnte langen Karriere beim National Public Radio (NPR) machte er sich einen Namen als Tastemaker, der seine Vorlieben vor allem abseits des musikalischen Mainstreams hat. Landesweite Bekanntheit erlangte er als Erfinder und Host der Sendungen All Songs Considered und Tiny Desk Concerts.

## Leben
Bob Boilen wuchs im New Yorker Stadtbezirk Queens und in Bethesda, Maryland, auf. Als Kind begann er sich für das Hören von Schallplatten und Bands wie die Beatles oder die Doors zu interessieren, nachdem er selbst vergeblich versucht hatte, das Gitarrenspiel zu erlernen. Um sich seine Ausbildung am Montgomery Community College zu finanzieren, arbeitete er als Teenager 48 Stunden pro Woche in einem Plattenladen in Rockville. Später wechselte er mit dem Hauptfach Business an die University of Maryland, College Park, fand jedoch keinen Gefallen daran und brach das Studium ab.
Boilen ist geschieden und Vater eines Sohnes (* 1992 oder 1993). Weil er unter Prosopagnosie leidet, trägt er aus Mitgefühl mit anderen Leuten, die Schwierigkeiten mit dem Erkennen von Gesichtern haben, in der Öffentlichkeit stets einen braunen Fedora. Er lebt in Silver Spring, Maryland.

## Karriere

### Musiker und Komponist
Ende der 70er Jahre teilte sich Boilen mit einem Freund eine Wohnung in Washington, D.C. und leitete ein Plattenlager. Im Synthesizer fand er schließlich ein für ihn geeignetes Instrument und gründete mit vier Mitmusikern aus der lokalen Punkszene die Band Tiny Desk Unit. Ihre esoterisch-psychedelische Marke Tanzmusik brachte der Gruppe einige Gigs ein, 1980 veröffentlichte sie beim Indie-Label 9½ x 16" Records ihr einziges Livealbum. Laut Bob Boilen „zerstörte“ sich die Band selbst mit Alkohol, Heroin und anderen Drogen. Während seiner kurzlebigen Bandlaufbahn hatte er sich bei der Arbeit für einen städtischen Fernsehsender diverse Produktionsfähigkeiten angeeignet.
Zwischen 1982 und 1986 arbeitete Boilen als Techniker, Toningenieur und Komponist für das Impossible Theater in Baltimore. 1983 schuf er die audiovisuelle Installation WHIZ BANG – A Short History of Sound, wofür er als einer der ersten Komponisten die Technik des Samplings anwendete. Die Washington City Paper wählte Boilen 1985 zum Performancekünstler des Jahres, von der DC Commission on the Arts and Humanities (CAH) erhielt er finanzielle Unterstützung für seine Arbeit als Künstler und Komponist elektronischer Musik. Nach seiner Tätigkeit am Impossible Theater produzierte er unter anderem eine Musikvideo-Show für einen DC-Fernsehsender.

### Radiomoderator

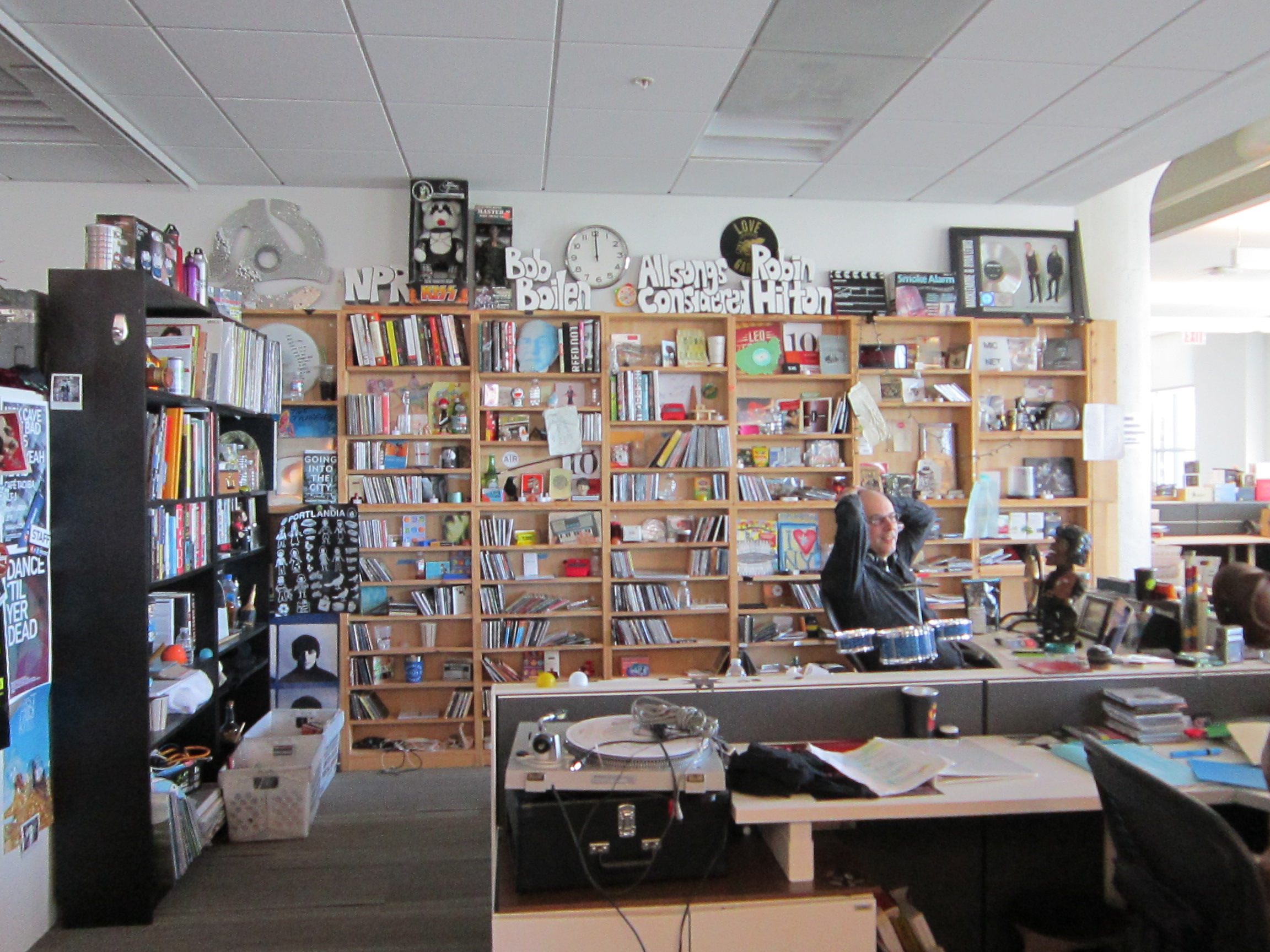
Bob Boilen an seinem Schreibtisch

1988 wandte sich Boilen seiner „ersten Liebe“, dem Radio, zu. Er bewarb sich bei der NPR-Sendung All Things Considered und begann zunächst temporär mit dem Schneiden von Interview-Tapes. Innerhalb eines Jahres stieg er zum Moderator des Nachrichtenprogramms auf und übte diese Funktion für die folgenden 18 Jahre aus. Aufgrund des großen Zuhörerinteresses an den eingespielten Musikausschnitten entwickelte Boilen 1999 das Live-Format All Songs Considered, das vor allem als Podcast zu einer der erfolgreichsten NPR-Sendungen wurde. Die Erstausstrahlung mit Boilen als Moderator erfolgte im Jahr 2000. Schon früh erkannte er das Potenzial des Internets und produzierte nebenbei ab 1997 eine Online-Show namens Science Live für den Discovery Channel. Seit 2008 fungiert der begeisterte Konzertbesucher als Gastgeber der Tiny Desk Concerts, die jeweils an seinem Schreibtisch am NPR-Hauptsitz in D.C. aufgezeichnet werden.
Über die Jahre verdiente sich Bob Boilen den Ruf eines Tastemakers (entspricht ungefähr einem Influencer)  und verhalf vielen jungen, aufstrebenden Künstlern zu einer Karriere. Er besucht abseits des musikalischen Mainstreams rund zehn Konzerte pro Woche und sammelt dabei Ideen für seine Sendungen. Anfang des Jahres 2016 hatte er einen Gastauftritt in der Simpsons-Episode Gal of Constant Sorrow (Staffel 24, Episode 17). Im selben Jahr veröffentlichte er sein erstes Buch Your Song Changed My Life, für das er 35 legendäre und aktuelle Musiker über die wichtigsten Songs ihres Lebens interviewte. Daneben betätigt er sich weiterhin als Komponist und Musiker, insbesondere mit seinem Projekt Danger Painters, und stellt die Aufnahmen auf seiner Website zum freien Streaming zur Verfügung.
Im September 2023 gab Boilen seinen Ausstieg bei NPR bekannt, der am 2. Oktober stattfinden soll.

## Auszeichnungen
- 1985: Washington City Paper Performance Artist of the Year
- 2011: Emmy in der Kategorie New Approaches to News & Documentary Programming: Arts, Lifestyle and Culture für Project Song: Moby (gemeinsam mit den Produzenten John Poole und David Gilkey sowie dem Toningenieur Neil Tevault von NPR Music)

## Diskografie
Tiny Desk Unit
- 1980: Tiny Desk Unit (Livealbum, 9½ x 16" Records)
- 1981: Naples (EP, 9½ x 16" Records)
- 2007: Sputnik Fell on My Birthday

Danger Painters
- 2008: Danger Painters
- 2009: The Pink Chair
- 2010: iii
- 2011: IV
- 2013: V
- 2014: [Sic]
- 2014: Summer EP (EP)
- 2015: S7even
- 2016: Ate
- 2016: Another Summer (EP)
- 2017: 9
- 2017: Fall
- 2017: 11
- 2018: Picture the End of Summer

Solo
- 1983: Music for Unitards
- 1985: Laser Dance
- 2004: Just This, No More
- 2005: Rotten Seeds Sown by Force
- 2006: The Way One Thing Leads to Another
- 2008: New Songs and Shakey Ideas
- 2010: Talking Vision
- 2011: Candy from the Future
- 2012: Talk/Listen/Listen/Talk
- 2018: Take It to Bed: Music for Clouds

## Bibliografie
- Your Song Changed My Life: From Jimmy Page to St. Vincent, Smokey Robinson to Hozier, Thirty-Five Beloved Artists on Their Journey and the Music That Inspired It. HarperCollins, New York 2016, ISBN 978-0-06-234445-8, 288 S.